# باتي سميث (مغنية)
باتي سميث (بالإنجليزية: Patty Smyth)‏ هي مغنية أمريكية، ولدت في 26 يونيو 1957 في نيويورك في الولايات المتحدة.

## وصلات خارجية
- باتي سميث على موقع IMDb (الإنجليزية)
- باتي سميث على موقع ميوزك برينز (الإنجليزية)
- باتي سميث على موقع إن إن دي بي (الإنجليزية)
- باتي سميث على موقع أول ميوزيك (الإنجليزية)
- باتي سميث على موقع ديسكوغز (الإنجليزية)
- باتي سميث على موقع قاعدة بيانات الفيلم (الإنجليزية)